# Gehölz

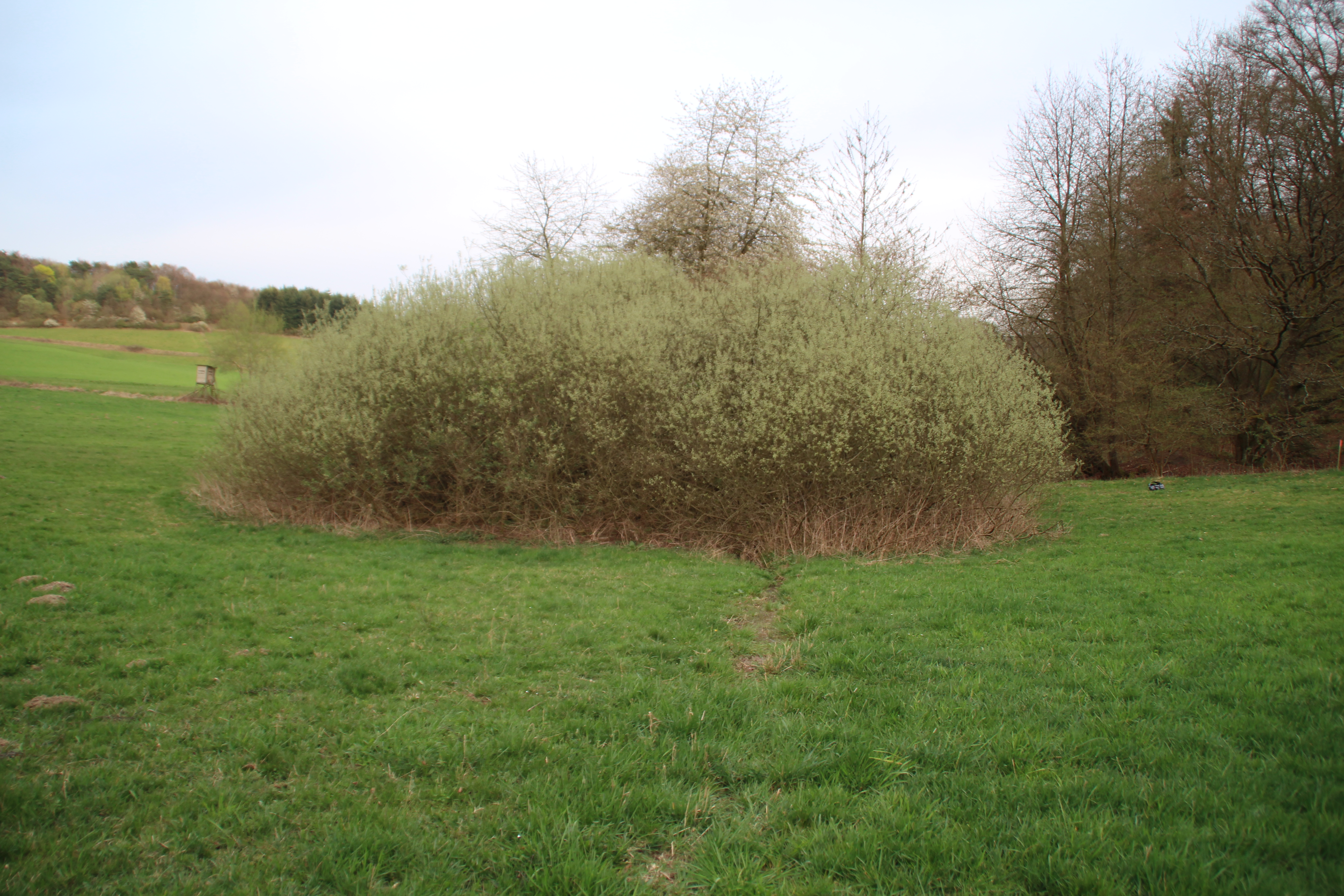
Gehölz als Gruppe verholzender Pflanzen

Der Begriff Gehölz oder Gehölzpflanze bezieht sich auf eine Pflanzenwuchsform. Er umfasst ausdauernde Pflanzen, deren Achsen verholzen und dauerhaft erhalten bleiben, sodass ihr oberirdisches Sprosssystem im Lauf der Jahre an Größe zunimmt. Zu den Gehölzen zählen Bäume, Sträucher und Lianen. Gehölze sind in erster Linie Samenpflanzen, es gibt jedoch auch einige holzige Vertreter unter den Farnen (Baumfarne). Von anderen Wuchsformen ist der Begriff nur unscharf abgegrenzt (vgl. zum Beispiel Halbsträucher, deren Achsen nur teilweise verholzen).
Mit Gehölz (von mittelhochdeutsch holz) wird auch eine geschlossene Ansammlung unterschiedlicher oder einheitlicher Gehölzarten bezeichnet. Gehölze können sich in Größe und Form stark unterscheiden (Wald, Hain, Feldgehölz, Hecke, Gebüsch).

## Merkmale von Gehölzpflanzen
Nur die äußeren Wachstumsringe des Stammquerschnitts enthalten lebendes Gewebe: Kambium, Xylem, Phloem und Splintholz. Die inneren Ringe bestehen aus inaktivem Kernholz und haben nur noch eine stützende Funktion.
Die meisten Gehölzpflanzen in kälteren Klimazonen bilden charakteristische Jahresringe aus, welche die Wachstumsphasen des Leitgewebes wiedergeben.